# Diana Bandini Rogliani
Pour les articles homonymes, voir Bandini.
Diana Bandini Rogliani née à Benghazi en Libye italienne le 27 octobre 1915 et morte à Rome le 9 août 2006 a été la compagne puis l'épouse de l'acteur italien Totò de 1935 à 1939. Elle a participé à une revue sous le nom de scène de Cliquette.

## Biographie

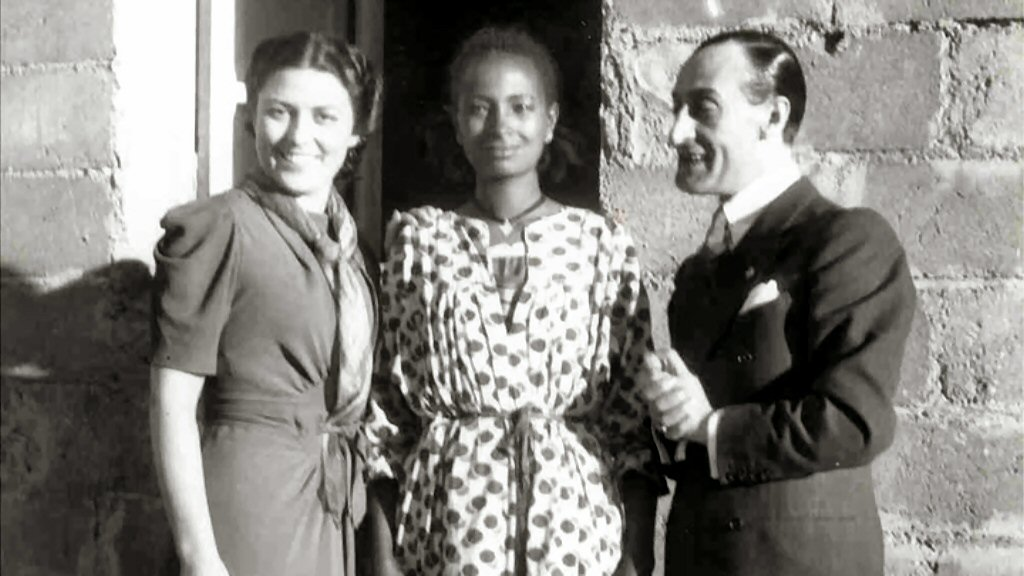
Diana Rogliani (à gauche) et Totò en Éthiopie italienne.

Née en 1915 d'une liaison extraconjugale entre sa mère Selica Bandini et le colonel Ferdinando Lucchesini, elle passe sa jeunesse dans un couvent jusqu'à sa rencontre avec Totò. Diana et l'acteur, qui avait entretenu jusqu'en 1930 une relation amoureuse avec l'actrice Liliana Castagnola, se rencontrent à Florence en 1931 lors d'une tournée de Totò, engagé dans le spectacle de revue ; la mère de la jeune fille, âgée de 16 ans à l'époque, s'oppose à cette union, mais le couple se retrouve à Naples au printemps de l'année suivante et décident de s'installer ensemble. La jeune femme commence à suivre Totò dans ses tournées professionnelles. En 1933, l'union — qui commence à battre de l'aile — est renforcée par la naissance de leur fille Liliana, prénom choisi par Totò en souvenir de Liliana Castagnola, qui s'est suicidée en 1930. Toujours en 1933, Diana Rogliani interprète avec Totò, sous le pseudonyme de Cliquette, le spectacle de revue Il mondo è tuo.
Le couple décide de se marier le 6 mars 1935. Cependant, dès 1936, les relations se détériorent, probablement en raison des attentions que Totò réservait aux artistes féminines de la compagnie avec laquelle il se produisait. La déclaration de nullité, obtenue grâce à une sentence prononcée en Hongrie, semble mettre fin au mariage. Mais Totò et Diana décident de vivre ensemble pour le bien de leur fille jusqu'à ce qu'elle devienne adulte et se marie. Cet engagement est renouvelé en 1939, lorsque la sentence hongroise est également officialisée en Italie. Le couple continue à vivre sous le même toit pendant plus de dix ans.
En 1950, Diana Rogliani annonce à Totò qu'elle a décidé de quitter la maison pour contracter un nouveau mariage. En 1951, l'artiste lui dédie la chanson Malafemmena (litt. « mauvaise femme »), pour ne pas avoir tenu sa promesse de ne pas quitter la maison avant les 18 ans de sa fille Liliana. Malgré cela, Diana reste en bons termes avec Totò — qui s'unit définitivement à l'actrice Franca Faldini à partir de 1952 — jusqu'à la mort de ce dernier.
Elle est décédée à Rome le 9 août 2006, deux mois avant son 91e anniversaire.